# Amethyst Classic
Die Amethyst Classic ist ein 1990/1991 gebautes Flusskreuzfahrtschiff von Breeze River Cruises in Rousse, Bulgarien, das durch den Reiseveranstalter DCS Touristik eingesetzt wird. Das Schiff war von 1991 bis 1993 mit dem Namen Ursula III für die Triton Reisen AG in Basel und von 1994 bis 2017 als Heinrich Heine für die Köln-Düsseldorfer, Viking River Cruises, Nicko Tours und 1AVista Reisen im Einsatz.

## Geschichte

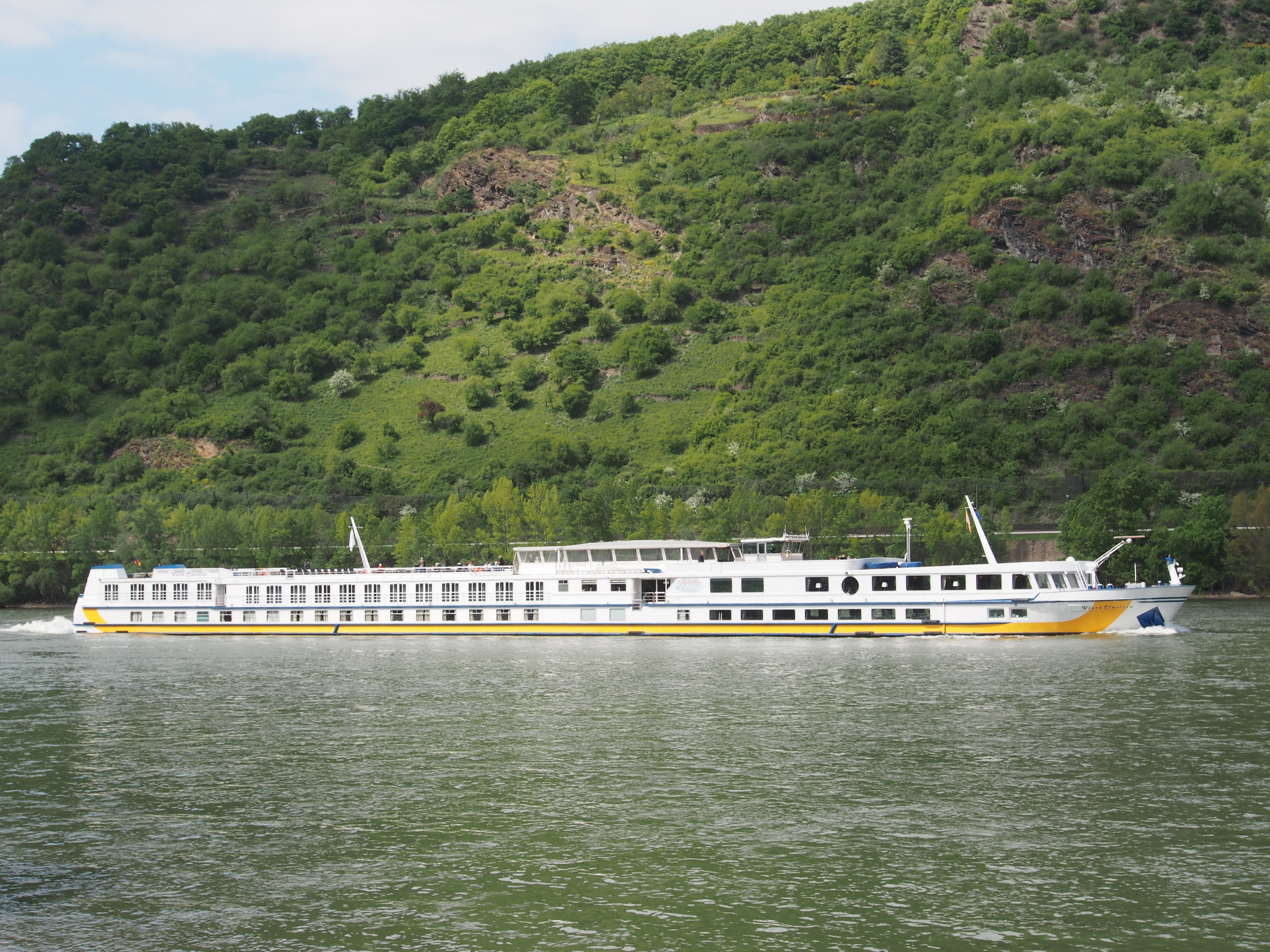
Das Schiff als Vista Classica (2018)

Der Schiffsrumpf des Kabinenschiffs wurde 1990 in zwei Teilen bei der Schiffswerft Baars in Sliedrecht gefertigt. Die Schiffswerft P&A Ruitenberg in Raamsdonksveer am Wilhelminakanal schweißte das Vorder- und das Hinterschiff zusammen. Anschließend erfolgte der Fertigbau des Schiffsrumpfs wiederum bei der Schiffswerft Baars. Die Kiellegung war am 1. März 1990, der Stapellauf am 1. November des gleichen Jahres. Nachdem der fertige Kasko mit Schleppern in den Beatrixhaven in Werkendam überführt wurde, erfolgte der Einbau der Antriebsanlage und der Endausbau durch die Firma Hoogeendorn. Dort fand dann auch am 16. März 1991 die feierliche Taufe auf den Namen Ursula III statt. Die Taufpatin war Birgit Mohler, die Ehefrau des Direktors eines Schweizer Reisebüros. Vom 6. bis 11. April ging das Schiff von Amsterdam nach Basel auf Jungfernfahrt. In der Folgezeit setzte Triton die Ursula III auf Rhein, Main, Mosel und dem Schelde-Rheinkanal ein.
Im Sommer 1993 wurde die Triton-Reisen AG von der Köln-Düsseldorfer Deutsche Rheinschiffahrt übernommen und in KD Triton AG umbenannt. In der Folge wurde die Eignerschaft aller Kabinenfahrgastschiffe der Muttergesellschaft in die neue Gesellschaft übertragen. Mit der Übernahme erweiterte sich das Einsatzgebiet der Ursula III um Main und Donau. Sie erhielt im Winter 1993/94 einen neuen Anstrich in KD-Farben und wurde in Heinrich Heine umbenannt. Der Besitz des Schiffes wurde am 29. März 1996 an die neugegründete KD Deutsche Flusskreuzfahrten GmbH in Köln übertragen. Als die Premicon AG am 9. März 2000 Hauptaktionär der Köln-Düsseldorfer wurde, übernahm Viking River Cruises das Flusskreuzfahrtgeschäft der Gesellschaft inklusive aller dort eingesetzten Schiffe. Bis 2006 setzte der neue Eigner die Heinrich Heine, das sie aufgrund ihrer geringen Schiffsmaße für die Durchfahrt des Main-Donau-Kanals geeignet war, vorrangig auf Main und Donau ein. 2007 verkaufte Viking River Cruises durch die Inbetriebnahme von moderneren Schiffen von der Heinrich Heine, der Alemannia und der Britannia. Die Heinrich Heine übernahm die bulgarische Reederei Giljam River Cruises/Dunav Tours. Sie wurde in der Folge umlackiert und zusammen mit den beiden anderen Schiffen vom Stuttgarter Flussreiseveranstalter Nicko Tours vermarktet. Zudem erfolgte eine Umflaggung auf Bulgarien und die Änderung der offiziellen Schreibweise in das kyrillische Alphabet. Die Bereederung erfolgte über das niederländische Unternehmen WT Cruises. Seitdem wurde sie überwiegend auf Rhein, Mosel und der Saar eingesetzt. 
2015 fuhr das Schiff erstmals für den Veranstalter 1AVista Reisen, der das Schiff von 2018 bis 2020 als Vista Classica betrieb, wobei Dunav Tours das Schiff 2017 an Classica River Cruises verkaufte. 2019 erfolgte ein Weiterverkauf an Breeze River Cruises. Seit 2021 wird das Schiff für DCS Touristik unter dem aktuellen Namen hauptsächlich auf Rhein, Mosel und Saar eingesetzt.

## Ausstattung und Technik

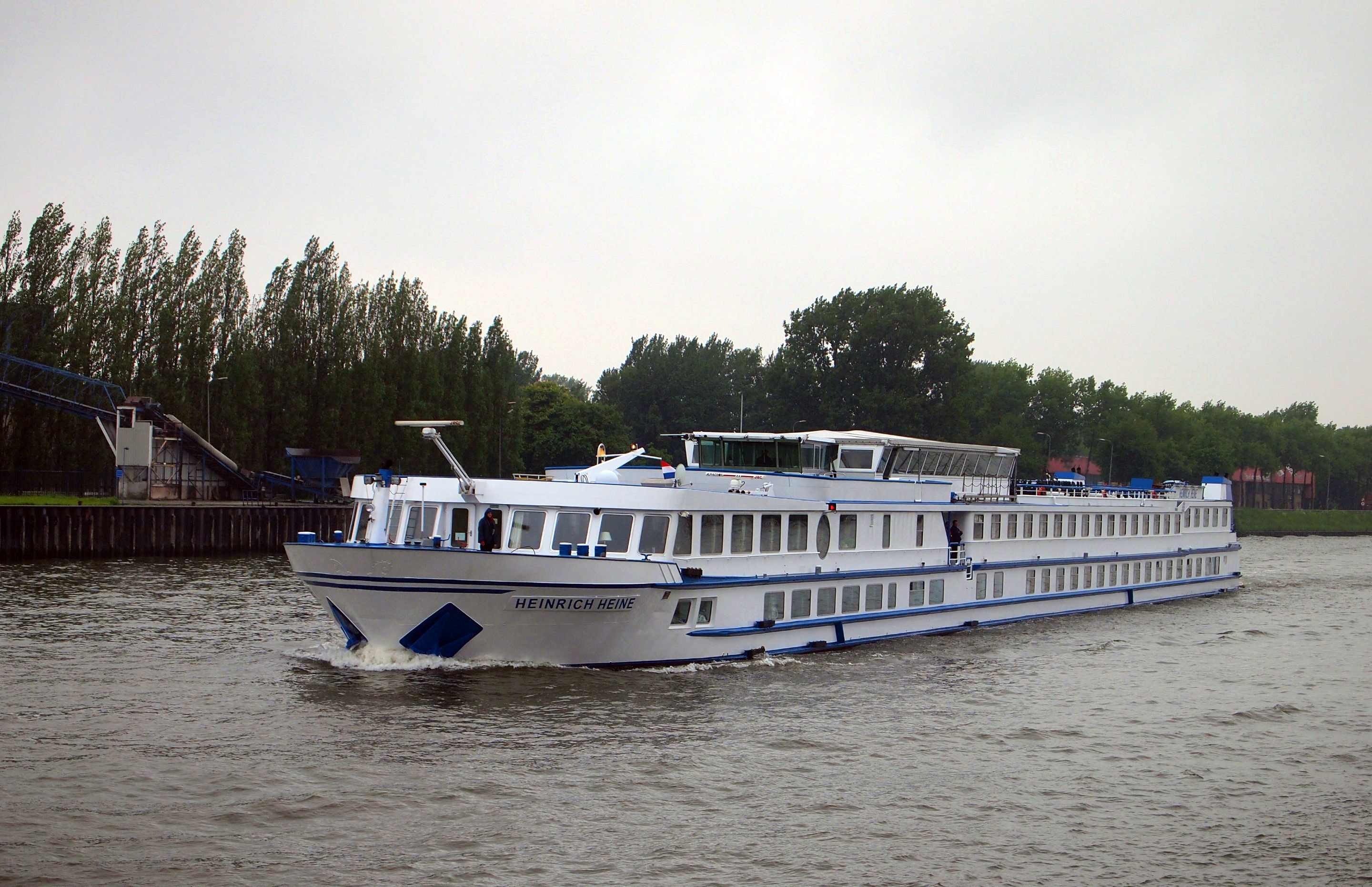
Frontansicht

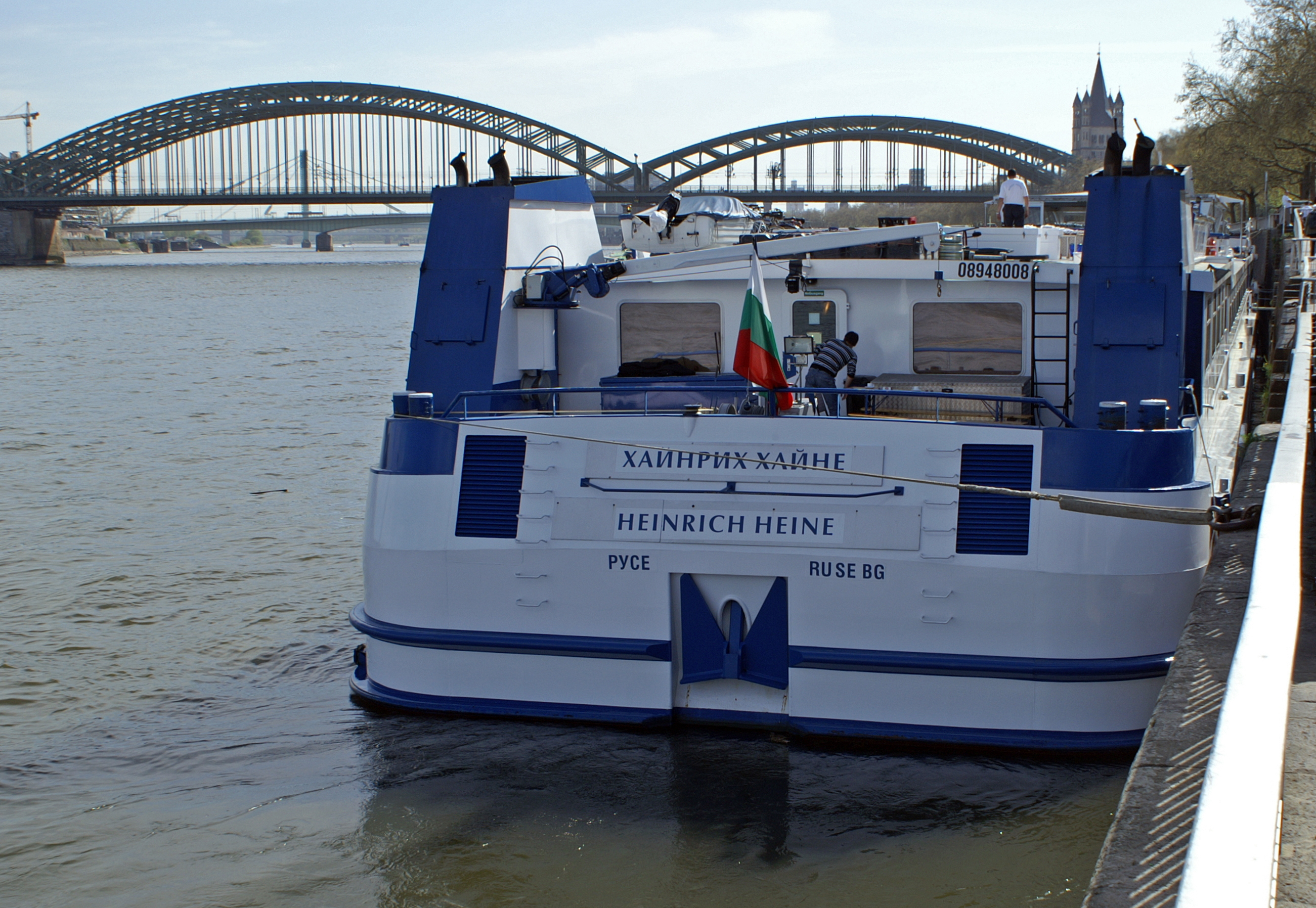
Heckansicht

Die Amethyst Classic ist ein Dreideck-Kabinenschiff der 3-Sterne-Kategorie mit 54 Doppelkabinen à 12 m² und einer Komfortkabine mit 17 m² Grundfläche. Die Kabinen sind klimatisiert und jeweils mit einer Dusche, Telefon und TV-Gerät ausgestattet. Die Kabinen für die 30-köpfige Mannschaft befinden sich im hinteren Bereich des Hauptdecks. Bugseitig wurde auf dem Hauptdeck die Bordküche und das daran anschließende Restaurant eingerichtet, darüber liegend auf dem Oberdeck die Lounge mit integrierter Bar. Im Eingangsbereich im Oberdeck befindet sich die Rezeption, ein Bordshop, ein Aufenthaltsbereich und das Büro der Kreuzfahrtleitung. Im Unterdeck darunter liegend stehen den Fahrgästen ein Swimming-Pool und ein Wellnessbereich zur Verfügung. Das mittschiffs hinter dem Steuerhaus liegende Sonnendeck wurde mit Liegestühlen und teilweise überdachten Sitzgruppen ausgestattet. Die beiden unteren Decks sind über mit einem Fahrstuhl miteinander verbunden.
Das Schiff wird über drei 12-Zylinder-Dieselmotoren vom Typ Caterpillar 3412 DI-TA à 463 kW über drei Ruderpropeller vom Typ Aquamaster 49601 angetrieben. Das von Jastram produzierte Bugstrahlruder verfügt über einen 200 kW dieselelektrischen Antrieb des Typs Caterpillar 3406. Das Schiff ist 106,38 m lang, 11,11 m breit. Der Tiefgang wird mit maximal 1,47 m angegeben.